# Claudio Procesi
Claudio Procesi (Roma, 31 marzo 1941) è un matematico italiano.
Ha vinto la Medaglia della matematica dell'Accademia dei XL nel 1981 e il Premio Feltrinelli nel 1986. È membro del comitato per l'assegnazione del Premio Abel. Socio nazionale dell'Accademia dei Lincei dal 1988, ha ricoperto la carica di vice Presidente della International Mathematical Union.

## Biografia
È nato a Roma da Angelo Procesi e Liliana Ballester, figlia del pittore cartellonista Anselmo Ballester, uno dei maggiori autori italiani di manifesti per il cinema.
Ha conseguito la Laurea in Matematica nel 1963 presso l'Università di Roma "La Sapienza" ed il Ph.D. presso l'University of Chicago nel 1966, sotto la supervisione di Israel Nathan Herstein. Risale a quell'epoca un incontro con Michael Artin, in cui Procesi, insieme a Lance W. Small (anch'egli allievo dottorale di Herstein a Chicago), contribuì a incoraggiare la "prima incursione" di Artin "nel campo della teoria degli anelli".
Ha insegnato presso l'Università degli Studi di Pisa dal 1973 al 1975 e dal 1975 ricopre la cattedra di Algebra presso Università di Roma "La Sapienza". 
È stato invitato a svolgere ricerche e tenere corsi avanzati presso varie università, tra cui la Columbia University, il Massachusetts Institute of Technology, l'Institute for Advanced Studies di Princeton e l'École Normale Supérieure di Parigi.
I suoi contributi scientifici spaziano nei settori dell'algebra non commutativa, dei gruppi algebrici, della teoria degli invarianti, delle algebre di dimensione infinita e dei gruppi quantici e sono riportati in almeno 96 pubblicazioni scientifiche. Ha scritto importanti monografie nel settore, tra cui, nel 1975, Rings with polinomial identities, la prima in cui si raccolgono e sistematizzano gli avanzamenti nella teoria degli anelli con identità polinomiali. Svolge inoltre un'importante attività di assistenza ai matematici dei paesi in via di sviluppo.

## Opere selezionate
- Lie groups. An approach through invariants and representations. Universitext. New York, NY: Springer. (2007). ISBN 0-387-26040-4
- Con Corrado De Concini: Quantum groups, Lecture notes in Mathematics, Springer 1993
- Rings with polynomial identities, Dekker, 1973
- A primer on invariant theory, Brandeis University 1983 (stark erweitert in seinem Buch über Liegruppen)
- Con Hannspeter Kraft, Classical Invariant Theory, 1996
- Con Corrado De Concini, Topics in Hyperplane Arrangements, Polytopes and Box-Splines, Springer Verlag, 2010